# 200 mètres féminin aux Jeux olympiques d'été de 1964 (athlétisme)
Navigation
Rome 1960 Mexico 1968
L'épreuve du 200 mètres féminin aux Jeux olympiques de 1964 s'est déroulée les 18 et 19 octobre 1964 au Stade olympique national de Tokyo, au Japon.  Elle est remportée par l'Américaine Edith McGuire.

## Faits marquants
36 concurrentes représentant 25 nations participent à l'épreuve.
Après la disqualification pour faux départ en séries de Jutta Heine, médaillée d'argent en 1960 et championne d'Europe en titre, c'est l'Australienne Margaret Burvill, auteur d'un record du monde à 22 s 9 sur 200 yards en début de saison, qui est éliminée en demi-finale. En finale, sa compatriote Marilyn Black, placée à l'extérieur, prend le meilleur départ et garde la tête jusqu'à l'entrée de la ligne droite, lorsque l'Américaine Edith McGuire la passe. McGuire franchit la ligne en 23 s 0, nouveau record olympique (23 s 05 électrique). Black est également dépassée dans les 20 derniers mètres par Irena Kirszenstein, la Polonaise âgée de 18 ans par ailleurs déjà médaillée d'argent au saut en longueur, qui bat le record d'Europe en 23 s 1.

## Records avant compétition
Avant cette compétition, les records dans cette discipline étaient les suivants : 
| Record du monde  | Wilma Rudolph (USA) | 22 s 9 | Corpus Christi | 9 juillet 1960   |
| Record olympique | Wilma Rudolph (USA) | 23 s 2 | Rome           | 3 septembre 1960 |

## Résultats

### Séries
Les 2 premières de chaque série et les 4 meilleurs temps se qualifient pour les demi-finales.

### Demi-finales
Les 4 premières de chaque série se qualifient pour la finale.
| Rang | Athlète            | Pays            | Temps   | Notes |
| ---- | ------------------ | --------------- | ------- | ----- |
| 1    | Edith McGuire      | États-Unis      | 23 s 37 | Q     |
| 2    | Irena Kirszenstein | Pologne         | 23 s 62 | Q     |
| 3    | Janet Simpson      | Grande-Bretagne | 23 s 75 | Q     |
| 4    | Daphne Arden       | Grande-Bretagne | 24 s 01 | Q     |
| 5    | Margaret Burvill   | Australie       | 24 s 3  |       |
| 6    | Eva Lehocká        | Tchécoslovaquie | 24 s 5  |       |
| 7    | Joyce Bennett      | Australie       | 24 s 7  |       |
| -    | Miguelina Cobián   | Cuba            | DQ      |       |

| Rang | Athlète              | Pays             | Temps   | Notes |
| ---- | -------------------- | ---------------- | ------- | ----- |
| 1    | Marilyn Black        | Australie        | 23 s 42 | Q     |
| 2    | Lyudmila Samotyosova | Union soviétique | 23 s 74 | Q     |
| 3    | Una Morris           | Jamaïque         | 23 s 77 | Q     |
| 4    | Barbara Sobotta      | Pologne          | 23 s 78 | Q     |
| 5    | Dorothy Hyman        | Grande-Bretagne  | 23 s 93 |       |
| 6    | Doreen Porter        | Nouvelle-Zélande | 24 s 03 |       |
| 7    | Heilwig Jacob        | Allemagne        | 24 s 10 |       |
| 8    | Vivian Brown         | États-Unis       | 24 s 39 |       |

### Finale
| Rang               | Athlète              | Pays             | Temps   | Notes |
| ------------------ | -------------------- | ---------------- | ------- | ----- |
| Médaille d'or      | Edith McGuire        | États-Unis       | 23 s 05 | OR    |
| Médaille d'argent  | Irena Kirszenstein   | Pologne          | 23 s 13 | AR    |
| Médaille de bronze | Marilyn Black        | Australie        | 23 s 18 |       |
| 4                  | Una Morris           | Jamaïque         | 23 s 58 |       |
| 5                  | Lyudmila Samotyosova | Union soviétique | 23 s 59 |       |
| 6                  | Barbara Sobotta      | Pologne          | 23 s 97 |       |
| 7                  | Janet Simpson        | Grande-Bretagne  | 23 s 98 |       |
| 8                  | Daphne Arden         | Grande-Bretagne  | 24 s 01 |       |